# Caso Membros da Corporação Coletivo de Advogados “José Alvear Restrepo” (CAJAR) versus Colômbia
O Caso Membros da Corporação Coletivo de Advogados “José Alvear Restrepo” (CAJAR) versus Colômbia foi um processo julgado pela Corte Interamericana de Direitos Humanos em 18 de outubro de 2023, realizado o ato de notificação de sentença em 18 de março de 2024. A sentença condenou o Estado colombiano por diversas violações à Convenção Americana Sobre Direitos Humanos (também conhecida como Pacto de San José da Costa Rica) e à Convenção Interamericana para Prevenir, Punir e Erradicar a Violência contra a Mulher (Convenção de Belém do Pará).
O coletivo CAJAR reúne profissionais ativistas de direitos humanos. No processo perante a Corte, as vítimas relataram que membros do grupo e suas famílias foram alvo de vigilância do Estado colombiano por mais de 30 anos, por meio da elaboração de perfis, interceptações telefônicas e vigilância direta, convivendo com práticas de intimidação e até mesmo ameaças de morte.
Comprovou-se que alguns desses atos foram praticados por organizações paramilitares, mas também o foram por agentes estatais: entre os anos de 2002 e 2005, funcionou no âmbito do Departamento Administrativo de Segurança (vinculado ao Poder Executivo) o “Grupo Especial de Inteligência 3”, com objetivo de obter informações privadas de opositores ao Governo.

Restou provado, ainda, que a motivação dos agressores estava relacionada à natureza das atividades desenvolvidas pelos membros do CAJAR, em razão de sua atuação na defesa dos direitos humanos. Segundo constatou a Corte Interamericana, integrantes do Estado colombiano contribuíram de forma decisiva para promover a estigmatização do grupo, difamando e desqualificando o trabalho do coletivo, o que contribuiu para fomentar as animosidades com grupos paramilitares. Em pronunciamento oficial, em 2003, o então presidente da Colômbia teria aludido à existência de:
... politiqueiros que, em última análise, servem ao terrorismo e se escondem covardemente sob a bandeira dos direitos humanos. 
A Corte considerou a fala incompatível com a postura que se espera de um Chefe de Estado.
A Corte Interamericana julgou, por unanimidade, o Estado colombiano responsável por seguintes violações a direitos de membros do coletivo e suas famílias: (i) à vida, (ii) à integridade pessoal, (iii) à vida privada, (iv) à liberdade de pensamento e expressão, (v) à autodeterminação informativa, (vi) ao conhecimento da verdade, (vii) à honra, (viii) às garantias judiciais, (ix) à proteção judicial, (x) à liberdade de associação, (xi) de circulação e residência, (xii) à proteção da família, (xiii) aos direitos das crianças e (xiv) de defender os direitos humanos.

O voto convergente do juiz brasileiro Rodrigo Mudrovitsch afirma que a Corte reconheceu nesta sentença, pela primeira vez, o direito à autodeterminação informacional como um direito autônomo, assim definido na sentença:
“Desta forma, de acordo com o princípio do livre desenvolvimento da personalidade ou da autonomia pessoal, cada pessoa é livre e autônoma para seguir um modelo de vida de acordo com os seus valores, crenças, convicções e interesses.
Neste contexto de autonomia e de livre desenvolvimento da personalidade, a pessoa é também livre de se autodeterminar para decidir quando e em que medida revela aspectos da sua vida privada, o que inclui definir que tipo de informação, incluindo os seus dados pessoais, pode ser conhecida por outros.” 
O voto convergente também corrobora o entendimento que prevaleceu na decisão, a respeito da necessidade de proteger de forma especial as atividades profissionais de advogados e jornalistas. Afirma o juiz brasileiro que a advocacia é “a primeira trincheira na defesa dos direitos humanos”, e que “a jurisprudência da Corte IDH reconhece o papel indispensável do jornalismo para a preservação da democracia”. Mudrovitsch ainda destaca em seu voto a importância de a Corte ter consolidado, neste julgamento, o direito a defender os direitos humanos como um direito autônomo:
“1. Através da autonomia do direito de defender os direitos humanos, a Corte Interamericana sacralizou o ponto de partida que deve ser adotado para compreender a responsabilidade internacional do Estado de proteger os defensores em sua verdadeira dimensão, que é reconhecer essas obrigações como derivada de um cenário estrutural e sistemático de impunidade e omissões investigativas que tem um efeito terrível na sociedade e limita o exercício de vigilância e denúncia em favor da defesa dos direitos humanos no continente.”
O Caso CAJAR vs. Colômbia é o primeiro em que um tribunal internacional julga um Estado por uso político de atividades de inteligência contra opositores